# La Mora, Huasca de Ocampo
La Mora är en ort i Mexiko.   Den ligger i kommunen Huasca de Ocampo och delstaten Hidalgo, i den sydöstra delen av landet, 100 km nordost om huvudstaden Mexico City. La Mora ligger 2 143 meter över havet och antalet invånare är 152.
Terrängen runt La Mora är huvudsakligen kuperad, men österut är den platt. Runt La Mora är det ganska tätbefolkat, med 93 invånare per kvadratkilometer. Närmaste större samhälle är Pachuca de Soto, 18,5 km sydväst om La Mora. I omgivningarna runt La Mora växer i huvudsak blandskog.